# Wheaton, Minnesota
Wheaton là một thành phố thuộc quận Traverse, tiểu bang Minnesota, Hoa Kỳ. Năm 2010, dân số của thành phố này là 1424 người.

## Dân số
- Dân số năm 2000: 1619 người.
- Dân số năm 2010: 1424 người.